# Tortue du désert
Gopherus agassizii · Gophère d'Agassiz
Pour les articles homonymes, voir Agassiz.
Espèce
Synonymes
- Xerobates agassizii Cooper, 1861
- Xerobates lepidocephalus 
Ottley & Velázquez Solis, 1989

Statut de conservation UICN

 VU A1acde+2cde, E : Vulnérable
Statut CITES
Gopherus agassizii est une espèce de tortues de la famille des Testudinidae. En français elle est appelée Tortue du désert ou Gophère d'Agassiz. Jusqu'en 2011 une seule espèce existait pour rendre compte des populations vivant dans le sud-ouest des États-Unis et le nord-ouest du Mexique, mais des études génétiques ont montré que les populations à l'est du Colorado aux États-Unis ainsi que dans les États de Sinaloa et de Sonora au Mexique constituent une espèce distincte, appelée Gopherus morafkai. La Tortue du désert dans son acceptation actuelle vit ainsi dans l'ouest de l'Arizona, le sud-est de la Californie, le sud du Nevada et le sud-ouest de l'Utah aux États-Unis.

C'est un reptile ovipare qui peut vivre de 50 à 80 ans, grandissant lentement et ayant un taux de reproduction assez bas. Il vit généralement dans des terriers ou des abris rocheux pour réguler sa température et limiter la perte d'eau. Actif après les pluies saisonnières, il l'est moins au plus fort des chaleurs et hiberne l'hiver.

## Description

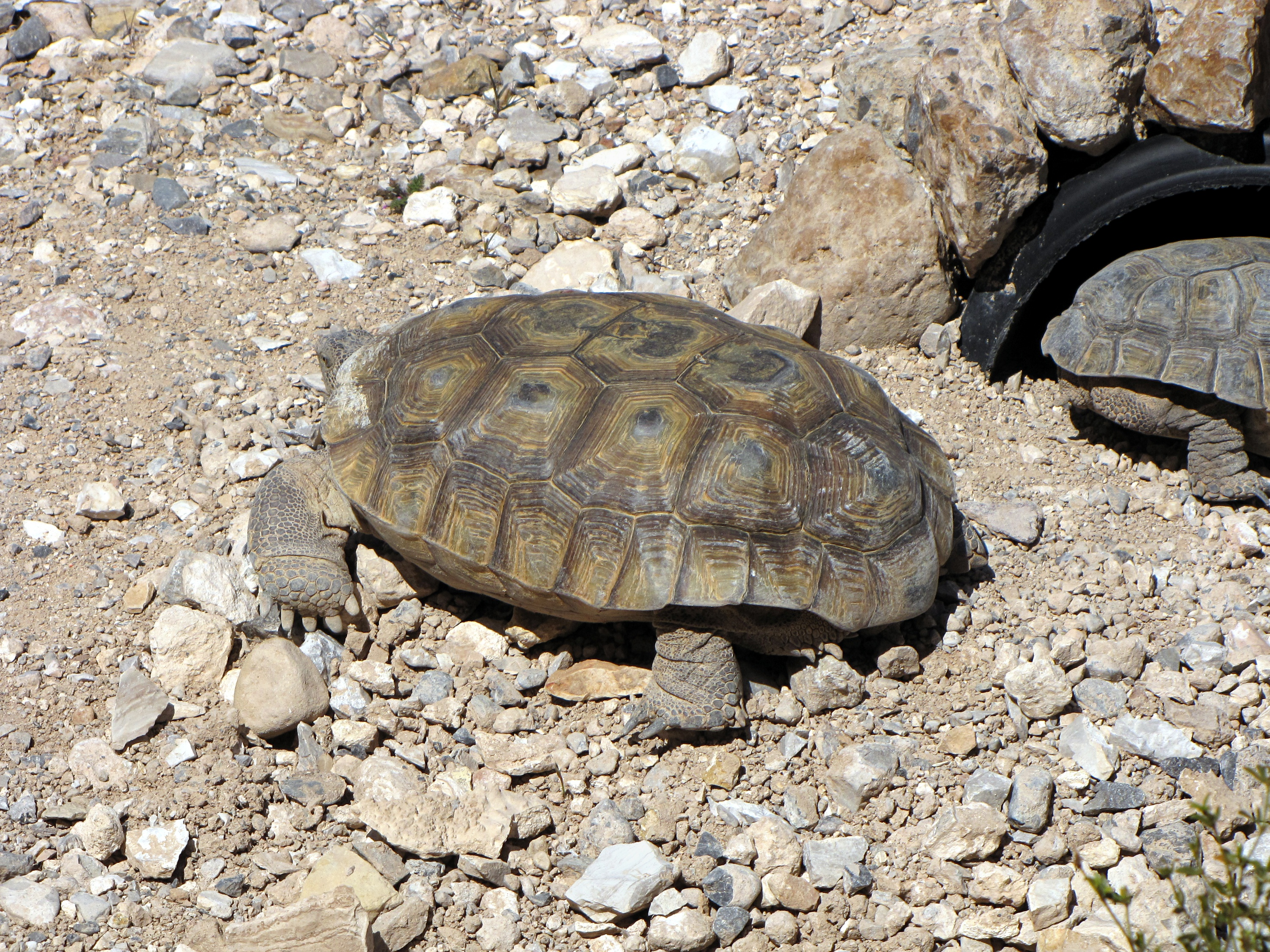
Gopherus agassizii

Cette tortue terrestre peut atteindre de 25  à   36 cm, les mâles étant un peu plus grands que les femelles. Elle atteint entre 10  et   15 cm de haut. Leur poids peut varier de 11  à   23 kg. Il existe un certain dimorphisme sexuel chez cette espèce. Outre la taille un peu plus grande des mâles, ces derniers ont un plastron plus concave que celui des femelles − pour s'adapter à la carapace des femelles lors de la copulation. Ce plastron se termine sous le cou par une corne gulaire très développée, utilisée lors des combats entre mâles. Leur queue est également plus longue que les femelles.
Leur carapace, relativement bombée, présente des séries de larges dômes plus ou moins hexagonaux, fortement striés, et des couleurs allant du brun-noir au marron-beige. Les pattes avant, robustes, sont pourvues d'écailles pointues et de griffes aplaties qui l'aident à creuser, alors que les pattes arrière sont plus maigres et plus longues.

## Répartition
Cette espèce est endémique des États-Unis. Elle se rencontre dans les États de Californie, du Nevada et de l'Utah. D'autres sources indiquent une répartition plus précise : partie sud-est de la Californie, sud du Nevada et sud-ouest de l'Utah, et indiquent de plus sa présence dans l'ouest de l'Arizona. Enfin certaines sources font état de sa présence à l'extrême-nord de la Basse-Californie, au Mexique. Elle se rencontre jusqu'à environ de 1 100  à   1 400 m d'altitude.
Cette incertitude est sans doute en partie liée au fait que jusqu'en 2011 les espèces Gopherus agassizii et Gopherus morafkai étaient considérées comme une seule et même espèce. Cette dernière a une répartition plus orientale et les deux populations semblent être séparées par le fleuve Colorado, et certains documents plus anciens ne tiennent pas forcément compte de ces changements.

## Biologie et mœurs
La Tortue du désert est diurne mais a une activité qui varie selon le lieu et la saison. Elle hiberne durant l'hiver, à peu près de novembre à février-mars-avril. Les femelles, plus actives, entrent en hibernation plus tard et en sortent plus tôt que les mâles, et les juvéniles également. Leur activité est maximale au printemps et à la fin de l'été. Cette tortue peut s'adapter à une large gamme de températures, de en dessous de zéro à plus de 40 °C. Toutefois leur température moyenne préférentielle se situe entre 26  et   34 °C, elles adaptent donc leur activité selon les saisons mais aussi selon l'heure de la journée, avec une activité plus forte en début et fin de journée durant l'été mais parfois une activité durant l'après-midi même en hiver. Elle est également plus active après les pluies.
Bien que souvent cachées dans des abris ces tortues peuvent parcourir fréquemment 200 m dans la journée, mais demeurent des animaux plutôt sédentaires qui restent en général dans la même zone qui peut couvrir de 2,6  à   23,3 hectares pour les femelles et de 9,2  à   25,8 hectares pour les mâles. Ce n'est pas une espèce territoriale et les territoires des individus peuvent se recouvrir partiellement.
Elles perçoivent leur environnement grâce à la vue, l'audition, le toucher et l'odorat. Elles peuvent communiquer entre elles par des vocalises et des postures et utilisent leurs déjections et leurs glandes anales pour marquer leur territoire.

### Nourriture
Gopherus agassizii est un reptile herbivore. Elle mange principalement des graminées mais peut également consommer des herbes, des fleurs ainsi que des pousses tendres de cactus et leurs fruits. Il leur arrive régulièrement d'ingérer des cailloux et de la terre, peut-être afin de maintenir leur flore bactérienne digestive, pour assurer leurs apports en calcium et minéraux ou, à la manière des oiseaux, pour servir de gastrolithes.
La majorité de l'eau dont elles ont besoin provient de l'humidité présente dans les herbes et fleurs consommées au printemps. La vessie de cette tortue peut contenir plus de 40 % du poids de l'animal en eau (ainsi que de l'urée et autres déchets azotés). Durant les périodes très sèches elle est capable de relâcher ces déchets sous forme d'une pâte blanche, économisant ainsi l'eau. Lorsque l'eau est abondante elle en boit de grandes quantités et en profite pour éliminer les déchets solides, non expulsés.
Un adulte peut survivre plus d'un an sans accès direct à de l'eau liquide. Cette tortue adopte également un comportement visant à se protéger des fortes chaleurs pour limiter sa déshydratation, en se cachant dans des terriers où il fait plus frais et plus humide.
Leur mécanisme de défense consistant à vider leur vessie sur un agresseur qui les saisit peut leur poser de gros problèmes de survie durant les périodes chaudes.

### Reproduction

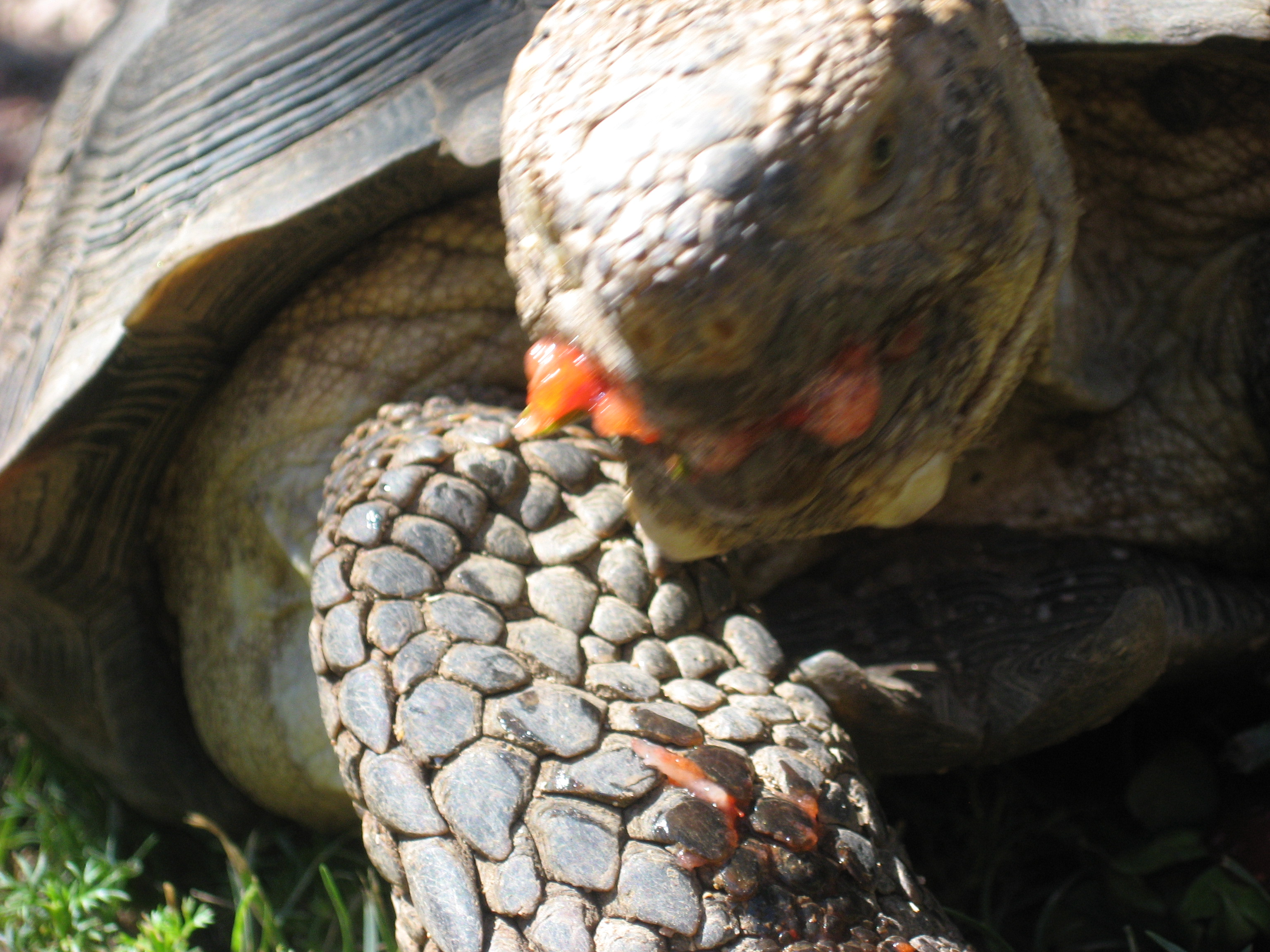
Gopherus agassizii mâle, ses glandes blanches visibles de chaque côté du cou

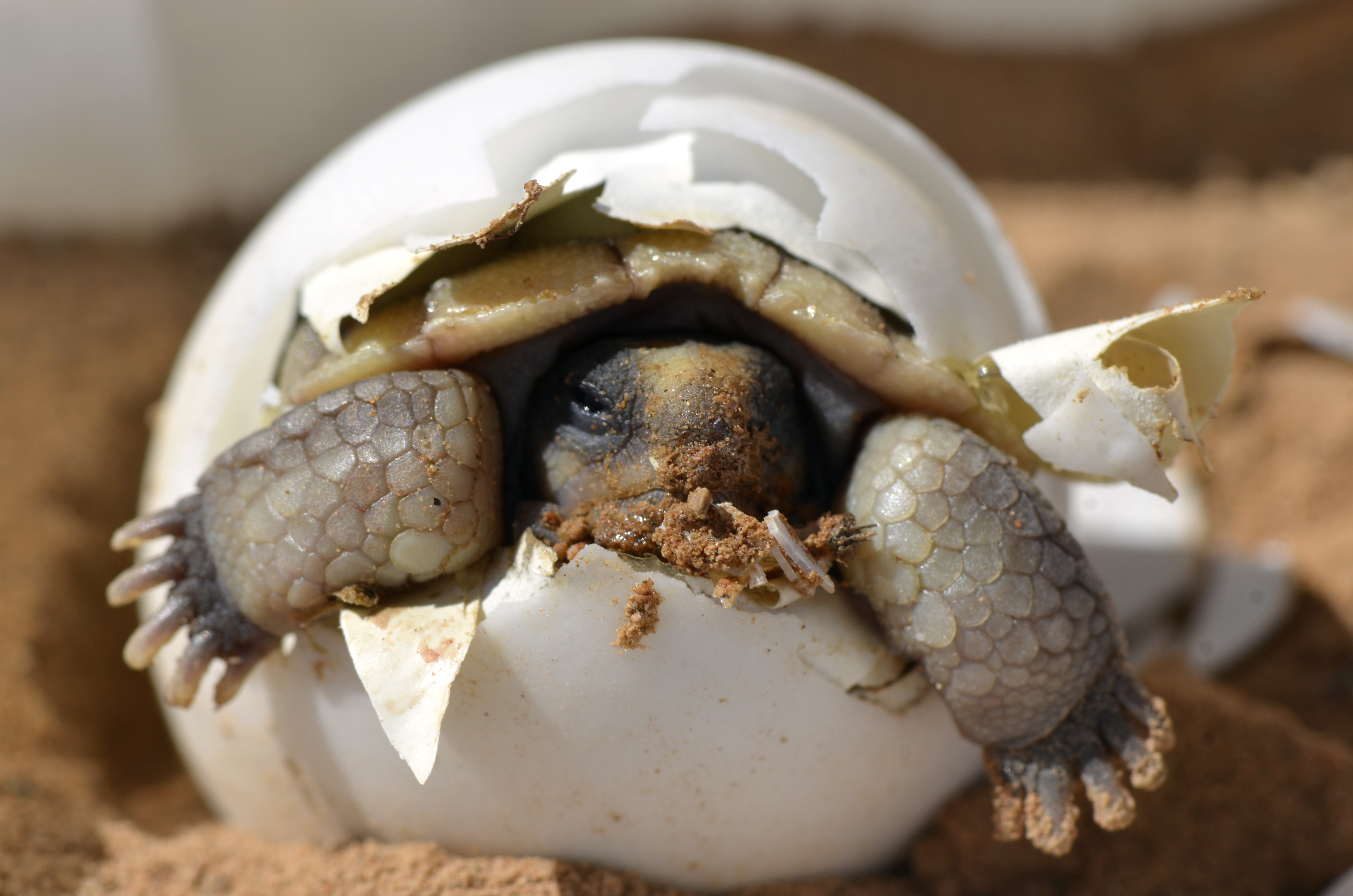
Nouveau-né sortant de l'œuf

La Tortue du désert est ovipare. Sa croissance est lente et il lui faut au moins 16 ans pour atteindre une taille de 20 cm. Les femelles grandissent plus vite que les mâles lorsqu'elles sont jeunes mais sont ensuite rattrapées puis doublées par ces derniers. La maturité sexuelle est atteinte entre 15 et 30 ans (pour une taille supérieure à 18 cm) même s'il existe des cas de femelles qui se sont reproduites vers l'âge de 10 ans.
La reproduction a lieu au printemps et à l'automne. Lorsque la saison des amours approche les mâles ont deux glandes blanchâtres qui grossissent de chaque côté du menton. Le mâle tourne autour de la femelle puis monte sur sa carapace pour le coït. À ce moment le mâle peut pousser des grognements et bouge ses pattes avant en permanence. Les femelles peuvent stocker le sperme des mâles et le garder viable durant 8 mois.
Après quelques mois de gestation, généralement en juin ou juillet, la femelle pond de 4  à   8 œufs à coquille dure qui ont à peu près la forme et la taille d'une balle de ping-pong. Une femelle peut pondre de une à trois fois par an − parfois elle ne pond pas − selon le climat. L'incubation dure de 90  à   135 jours, les petits naissant en août ou septembre Les œufs non éclos au moment du début de l'hiver peuvent entrer en diapause et n'éclore qu'au printemps suivant.
La durée d'incubation des œufs dépend de la température, mais celle-ci a également une influence sur le sexe des petits ainsi que sur le taux de survie des embryons. Des températures en dessous de 31 °C réduisent le taux de survie et augmentent la proportion de mâles.
Pour minimiser les prédations sur les œufs, les femelles surveillent pendant un moment le site de ponte après avoir déposé les œufs.

## Menaces et protections
La Tortue du désert est la proie de nombreux animaux : les renards, les corbeaux, les blaireaux, les coyotes, les monstres de Gila ainsi que de certaines fourmis, qui sont capables de s'attaquer aux œufs ou aux jeunes, et parfois même aux adultes. Les corbeaux, en particulier, semblent générer une forte prédation dans le désert des Mojaves. En dernier recours lorsqu'elles sont attrapées ces tortues urinent sur leur agresseur.
En dehors de la prédation naturelle les principales menaces pour cette tortue sont l'urbanisation de son aire de répartition − à la fois par la destruction de son habitat et par la fragmentation des populations − la collecte de spécimens par l'Homme et la destruction volontaire et involontaire, ainsi que par la modification de son habitat dû à plusieurs plantes invasives comme Brassica tournefortii, Bromus rubens et les espèces d'Erodium). La présence de l'Homme génère par ailleurs une augmentation des populations de corbeaux ainsi que celles d'animaux marrons comme le chien autour des villes, et la situation de cette tortue est aggravée par plusieurs épidémies de maladies, en particulier une infection respiratoire grave.
Ceci a conduit certaines populations à régresser de plus de 55 % en quelques années.
La capture d'animaux sauvages pour en faire des animaux domestiques pose également des problèmes génétiques : cette espèce est capable de s'hybrider avec Gopherus berlandieri et Gopherus morafkai, mais ne se croisent quasiment pas dans la nature. Des animaux capturés puis relâchés au sein d'autres populations conduisent à des mélanges génétiques dont les effets sont difficiles à prévoir.
L'espèce est classée comme « Vulnérable » (VU) sur la liste rouge de l'UICN. Elle est également classée en annexe II de la CITES et son commerce est donc réglementé. Toutefois il semble y avoir peu de programmes de protection actuellement, même s'il existe des initiatives privées visant à protéger son habitat.

## Taxinomie
Cette espèce a tout d'abord été décrite sous le nom de Xerobates agassizii en 1861 par le naturaliste américain par James Graham Cooper. Elle a été déplacée dans le genre Testudo par George Albert Boulenger en 1889, et enfin dans le genre Gopherus par Leonhard Hess Stejneger la même année.

Une autre espèce, Xerobates lepidocephalus, a été reconnue comme synonyme de celle-ci en 1994.
En 2011 cette espèce dont la répartition couvrait une large zone dans le sud-ouest des États-Unis et le nord-ouest du Mexique a été considérée comme étant le regroupement de deux espèces différentes, à la suite d'analyses génétiques. Cette espèce correspond actuellement aux populations se situant à l'ouest du fleuve Colorado, et la population à l'est de ce fleuve a été nommée Gopherus morafkai.
Cette espèce est capable de s'hybrider avec Gopherus berlandieri ainsi qu'avec Gopherus morafkai.

## Étymologie
Le nom de ce genre, Gopherus, fait référence au terme anglais gopher qui désigne des Geomyidae, rongeurs creusant de nombreux terriers comme le font les tortues de ce genre.

L'épithète spécifique agassizii est lui dédié au zoologiste américano-suisse Louis Agassiz,.

Son nom vernaculaire « Tortue du désert » fait référence aux habitats où on la trouve, et l'autre nom vernaculaire « Gophère d'Agassiz » est la simple traduction de son nom latin.

## Symboles
La Tortue du désert est le state reptile (en) des États américains de Californie et du Nevada.

### Publication originale
- Cooper, 1861 : New Californian animals. Proceedings of the California Academy of Sciences, vol. 2, p. 118–123 (texte intégral).